# Anthurium longiusculum
Anthurium longiusculum är en kallaväxtart som beskrevs av Thomas Bernard Croat. Anthurium longiusculum ingår i släktet Anthurium och familjen kallaväxter. Inga underarter finns listade.